# فيكتور آيلا
فيكتور آيلا (بالإسبانية: Víctor Isla)‏ هو سياسي بيروفي، ولد في 7 أغسطس 1968 في إقليم أمازوناس في بيرو. حزبياً، نشط في Peruvian Nationalist Party ‏. وقد انتخب رئيس مجلس شيوخ البيرو ‏ وانتخب عضو مجلس الشيوخ البيروفي ‏ إقليم لوريتو.
1. ↑   https://infogob.jne.gob.pe/Politico/FichaPolitico/victor-isla-rojas_historial-partidario_AZvYK2pyN7M=v2. اطلع عليه بتاريخ 2024-01-15. {{استشهاد ويب}}: |url= بحاجة لعنوان (مساعدة) والوسيط |title= غير موجود أو فارغ (من ويكي بيانات) (مساعدة)